# Confidential Agent
Confidential Agent is een Amerikaanse spionnenfilm in zwart-wit uit 1945 onder regie van Herman Shumlin. De film is gebaseerd op de roman The Confidential Agent uit 1939 van Graham Greene en werd destijds niet in Nederland uitgebracht.

## Verhaal
Denard was ooit een muzikant, maar werkt nu als spion voor de Republikeinen in de Spaanse Burgeroorlog. Hij reist naar Engeland om een grote hoeveelheid steenkool van de Britten te kopen zodat de fascistische rebellen er geen beslag op kunnen leggen. Na aankomst mist hij zijn trein en wordt een lift aangeboden door Rose Cullin, de dochter van steenkoolmagnaat Lord Benditch. Tijdens een ruststop wordt hij benaderd door een fascistische agent genaamd Licata die zijn kredietbrief wil overnemen. Denard, wiens familie is vermoord door fascisten, wil niets met de man te maken hebben en verwerpt zijn aanbod.
Korte tijd later wordt Denard achtervolgd en bewusteloos geslagen door Licata en diens handlangers; ook Rose is hierbij aanwezig. Licata doorzoekt Denards portemonnee maar kan geen kredietbrief vinden. Denard voltooit daarop zijn reis te voet en komt aan in een hotel dat eigendom is van zijn landgenoot, mevrouw Melandez. Hier ontmoet hij zijn contactpersoon Contreras. Rose probeert contact met Denard te leggen om haar excuses aan te bieden voor de hulp die ze Licata heeft geboden, maar onderweg naar een afspraak met haar, wordt Denard in een hinderlaag gelokt. Denard beschuldigt Rose ervan hem erin te hebben geluisd, maar ze onthult dat Currie ook wist dat ze van plan waren elkaar te ontmoeten.
In het hotel waarschuwt Else, de jonge meid, Denard dat Melandez en Contreras zijn kamer hebben doorzocht en op hem wachten. Melandez beschuldigt Denard eerst van het verkopen van zijn kredietbrief aan Licata, en toont hem vervolgens een brief waarin hij wordt ontheven van zijn opdracht. Denard vertrouwt Melandez echter niet en kondigt aan dat hij zijn missie zal voltooien. Hij vraagt Else de kredietbrief 's nachts te bewaren en vertelt Melandez de volgende ochtend dat hij van plan is het meisje mee te nemen nadat zijn werk is afgelopen.
Even later vermoordt Melandez Else. Voordat Denard zijn deal met Lord Benditch kan afronden, wordt zijn kredietbrief gestolen en wordt hij gearresteerd voor de moord op Else. Denard trekt een pistool en ontsnapt en is vastbesloten om het dode meisje te wreken. In het hotel hoort hij de heer Muckerji, een andere gast, tegen Melandez zeggen dat hij de politie heeft laten weten dat een getuige heeft gezien dat ze Else heeft vermoord. Hierna vergiftigt Melandez zichzelf.
Omdat Denard nu geen steenkool kan kopen, besluit hij te proberen te voorkomen dat de mijnwerkers de gesloten mijnen heropenen. Hij houdt een gepassioneerde toespraak en vertelt de mijnwerkers dat de kolen zullen worden gebruikt om munitie te maken in Spanje, maar de mannen zijn meer geïnteresseerd in banen dan in de politiek. Een van Licata's mannen schiet op Denard, waarna Rose Denard helpt te ontsnappen. Ze vraagt haar vaders vriend Forbes, die met haar wil trouwen, om Denard te helpen het land te verlaten. Voordat hij terugkeert naar Spanje, ontdekt Denard dat het contract tussen de mijneigenaren en de fascisten is opgezegd. Wanneer hij aan boord gaat van het schip dat hem naar huis zal brengen, treft Denard Rose aan.

## Rolverdeling
| Acteur           | Personage        |
| ---------------- | ---------------- |
| Charles Boyer    | Luis Denard      |
| Lauren Bacall    | Rose Cullen      |
| Katina Paxinou   | Mrs. Melandez    |
| Victor Francen   | Licata           |
| Wanda Hendrix    | Else             |
| George Coulouris | Kapitein Currie  |
| Peter Lorre      | Contreras        |
| John Warburton   | Neil Forbes      |
| Holmes Herbert   | Lord Benditch    |
| Dan Seymour      | Mr. Muckerji     |
| Art Foster       | Chauffeur        |
| Miles Mander     | Mr. Brigstock    |
| Lawrence Grant   | Lord Fetting     |
| Ian Wolfe        | Dr. Bellows      |
| George Zucco     | Detective Geddes |

## Achtergrond
De filmstudio bood de hoofdrollen aanvankelijk aan Humphrey Bogart en Eleanor Parker aan. Nieuwkomer Lauren Bacall was op dat moment net wereldbekend geworden met haar verschijning in To Have and Have Not (1944) en de studio besloot daarop te kapitaliseren op haar succes door haar aan te stellen in deze film en het filmproject zo snel mogelijk te voltooien. De draaiperiode was van juni tot en met september 1945; een release volgde minder dan twee maanden later.
De film was destijds een commerciële flop en werd daarop niet in Nederland uitgebracht.